# Мешех
Мешех, Месех или Мосох (хебр. ‏משך) - је библијска личност, шести Јафетов син, Нојев унук.

## Библијски извори
Библија спомиње Мешеха (и његову породицу), заједно са Тубалом и Јаваном (Језек. 27,13 и други), неки истраживачи, који повезују Мосох и Мош или Муски народ који спомиње Херодот и у другим историјским изворима, из тога закључују да је оригинално место пресељења његових потомака било између Црног и Каспијског мора или у реону Мале Јерменије, северно од Мелитене (модерна Турска). Велики број историчара такође га повезује са мушицима: мускутима, мошинецима и макронима. Међутим, Пс. 119: 5 „Тешко мени што живим с Мошохом, живим у шаторима Кидара“, тумачи се као повезивање народа Мошох и арапских племена .

## Древне референце
Јосиф Флавије их назива Кападокијцима, и Мошохи. Иполит Римски и средњовековни јерменски историчари идентификују потомке Мешеха са Илирима .

## Савремене идентификације
Сличност имена Мешех (Мосох) са именом руске престонице изнедрила је топономастичке легенде у касносредњовековној књижевној култури, према којој је Мосох епоним Москве. Верзија везе између потомака Мешеха и Москве потиче из Кијевског синопсиса, објављеног први пут 1674. В.Н. Татишчев се касније позвао на кијевски синопсис и навео је, између осталих као верзију порекла Словена, са тачке гледишта Московљана који су по том веровању потомци легендарног Мешеха. Иста хипотеза се појављује у многим другим изворима, углавном из 17. века, а разматрају је Ломоносов  и Тредиаковски .